# MAPK8
MAPK8 (англ. Mitogen-activated protein kinase 8) – білок, який кодується однойменним геном, розташованим у людей на короткому плечі 10-ї хромосоми. Довжина поліпептидного ланцюга білка становить 427 амінокислот, а молекулярна маса — 48 296.
| 10         |  | 20         |  | 30         |  | 40         |  | 50         |
| ---------- |  | ---------- |  | ---------- |  | ---------- |  | ---------- |
| MSRSKRDNNF |  | YSVEIGDSTF |  | TVLKRYQNLK |  | PIGSGAQGIV |  | CAAYDAILER |
| NVAIKKLSRP |  | FQNQTHAKRA |  | YRELVLMKCV |  | NHKNIIGLLN |  | VFTPQKSLEE |
| FQDVYIVMEL |  | MDANLCQVIQ |  | MELDHERMSY |  | LLYQMLCGIK |  | HLHSAGIIHR |
| DLKPSNIVVK |  | SDCTLKILDF |  | GLARTAGTSF |  | MMTPYVVTRY |  | YRAPEVILGM |
| GYKENVDLWS |  | VGCIMGEMVC |  | HKILFPGRDY |  | IDQWNKVIEQ |  | LGTPCPEFMK |
| KLQPTVRTYV |  | ENRPKYAGYS |  | FEKLFPDVLF |  | PADSEHNKLK |  | ASQARDLLSK |
| MLVIDASKRI |  | SVDEALQHPY |  | INVWYDPSEA |  | EAPPPKIPDK |  | QLDEREHTIE |
| EWKELIYKEV |  | MDLEERTKNG |  | VIRGQPSPLG |  | AAVINGSQHP |  | SSSSSVNDVS |
| SMSTDPTLAS |  | DTDSSLEAAA |  | GPLGCCR    |  |            |  |            |

A: Аланін

C: Цистеїн

D: Аспарагінова кислота

E: Глутамінова кислота

F: Фенілаланін

G: Гліцин

H: Гістидин

I: Ізолейцин

K: Лізин

L: Лейцин

M: Метіонін

N: Аспарагін

P: Пролін

Q: Глутамін

R: Аргінін

S: Серин

T: Треонін

V: Валін

W: Триптофан

Кодований геном білок за функціями належить до трансфераз, кіназ, серин/треонінових протеїнкіназ, фосфопротеїнів. 
Задіяний у таких біологічних процесах, як біологічні ритми, альтернативний сплайсинг. 
Білок має сайт для зв'язування з АТФ, нуклеотидами. 
Локалізований у цитоплазмі, ядрі.